# أجوس راهارجو
أجوس راهارجو (بالإندونيسية: Agus Rahardjo) هو موظف مدني إندونيسي، ورئيس لجنة القضاء على الفساد. عمل سابقًا كمدير لكل من الوكالة الوطنية لتخطيط التنمية والوكالة العامة لسياسات المشتريات.
في يناير 2017 قاد راهارجو عملية كبرى لمكافحة الرشوة شاركت فيها رئيسة جارودا إندونيسيا السابقة أميرسيات ستار. تضمنت العملية مساعدة من مكتب التحقيق في الممارسات الفاسدة في سنغافورة ومكتب الاحتيال الخطير في المملكة المتحدة، وأدت إلى الكشف عن عملية فساد شملت رولز رويس القابضة ومصنع محركات طائرات جارودا.